# Stradella (Franck)

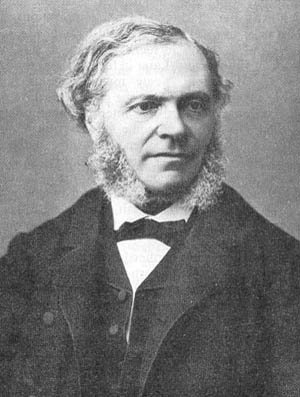
César Franck

Stradella är en opera i tre akter med musik av César Franck och libretto av Émile Deschamps och Émilien Pacini. Det var den första av Francks fyra operor, skrevs när han var 19 år och blev aldrig orkestrerad. Det första framförandet ägde rum i slutet av 1900-talet.

## Historia
På 1830-talet återupptäcktes Alessandro Stradellas musik och hans liv visade sig vara intressant nog för att bli ämne för operor. Två viktiga operor var Stradella av Louis Niedermeyer (1837) och Alessandro Stradella av Friedrich von Flotow (1844). Båda hade premiär i Paris 1837 inom loppet av en månad: Flotows opera var en enakts vaudeville (han utökade den till en helaftonsföreställning sju år senare) och Niedermeyers var en traditionell grand opéra i fem akter. Den senare reviderades till en treaktsversion 1840.
Den unge César Franck valde  till sitt första operaförsök samma libretto som Niedermeyer men han utelämnade de två sista aktern. Stradella komponerades förmodligen mellan 1841 och 1842, och kan ha varit ett resultat av Francks erfarenheter som ackompanjatör till den italienske tenoren Mario Bordogni.
Operan fanns endast i klaverutdrag, förvarad i ett manuskript på Bibliothèque nationale de France. Det orkestrerades av Luc van Hove och iscensattes för första gången på Opéra Royal de Wallonie den 19 september 2012. Uppsättningen spelades in av skivmärket Dynamic och gavs senare ut på CD (audio) och på DVD (video).

## Personer
| Roller             | Röststämma | Besättning till 2012 års DVD-inspelning |
| ------------------ | ---------- | --------------------------------------- |
| Léonor             | sopran     | Isabelle Kabatu                         |
| Beppo              |            | Patrick Mignon                          |
| Stradella          | tenor      | Marc Laho                               |
| Pietro             | tenor      | Xavier Rouillon                         |
| Michael            | tenor      | Giovanni Iovino                         |
| Spadoni            |            | Werner Van Mechelen                     |
| Hertigen av Pesaro | bas        | Philippe Rouillon                       |
| En officer         |            | Roger Joakim                            |

## Handling
Akt I
Operan utspelas i Venedig. Hertigen av Pesaro kommer in med Spadoni och hans män för att föra bort den vackra Léonor. De blir störda av sångaren Stradella och hans elever som kommit för att sjunga för Léonor. När Stradella bli ensam sjunger han tillsammans med sin älskade, som står uppe på sin balkong. Efter att de skilts år återvänder Stradella med sina kumpaner och tar med sig flickan. De stoppas av en patrull, men hertigen kommer till deras hjälp. Karnevalen börjar och Spadoni undkommer vakterna.
Akt II
Léonor befinner sig i hertigens våning. Hon vet att ingen kan rädda henne, då hon är föräldralös. Spadoni överlämnar dyrbara presenter från hertigen. Stradella kallas för att lätta upp hennes hjärta med sin sång. Tillsammans med Beppo och sina elever försöker Stradella få henne på gott humör men märker snart att flickan i rummet är ingen mindre än Léonor. Stradellas sällskap går iväg och de älskande sjunger en desperat duett. Hertigen kommer in och Stradella gömmer sig. Léonor avvisar hertigens frieri och då denne hotar henne stiger Stradella fram och hotar hertigen med en pistol, varpå de flyr.
Akt III utspelas i Rom. 
I en hotellmatsal sjunger Stradella en aria. Bovarna Pietro och Michael kommer in. Spadoni, som är på jakt efter de älskade, ber dem att döda Stradella. Först vägrar de men guldet gör dem mer intresserade. Léonor noterar Spadoni och inser allvaret. 
I en kyrka ber folket medan Stradella talar om synd och botgöring. Mördarna finns bland besökarna men Stradellas ord får dem att ångra sina tankar. Hertigen kommer in och förklarar att han förlåter Léonor och Stradella. Hela församlingen prisar Gud.

## Musiknummer
- Ouvertyr

Akt I
Scen I
- Recitativ (Spadoni, Hertigen) "Nous y voila Monseigneur"
- Choeur de bravi (manskör, Hertigen, Spadoni) "Nos bras sont à vous"

Scen II
- Choeur d'élèves (damkör) "Là du sommeil l'ange"
- Romance (Stradella; på slutet Léonor) "Venise est encore au bal"
- [Choeurs d'élèves et de bravi] (blandad kör) "Là du sommeil l'ange"

Scen III
- Recitativ (Léonor, Stradella) "C'est donc vous, Stradella"
- Nocturne (Léonor, Stradella) "A demain les delices supremes"

Scen IV
- Recitativ (Spadoni, Hertigen, Léonor utanför scenen) "Amis, la place est libre!"

Scen V
- Choeur des sbires (manskör, Officer, Spadoni, Hertigen) "Marchons serrés et faisons"

Scen VI — Final
- [Choeur] (Spadoni, Les masques [blandad kör], Les sbires) "Ah parbleu, mes enfants"

Akt II
Scen I
- [Inledning]
- Recitativ (Léonor) "Ah! Ah quel songe affreux"
- Aria (Léonor) "Quand celui que j'adore"

Scen II
- Recitativ (Spadoni) "Signora! Personne"
- Air avec choeur (Spadoni, Les marchandes [damkör]) "C'est nous qui vendons"

Scen III
- [Scen] (Spadoni, Stradella, Beppo, Les élèves, Léonor utanför scenen) "Ah, voilà ce chanteur"

Scen IV
- Duo (Léonor, Stradella, Beppo utanför scenen) "Quel coup du ciel!"
- [Scen] (Léonor, Stradella, Beppo utanför scenen; mot slutet Hertigen)

Scen V
- Recitativ (Léonor, Stradella, Duke)
- [Trio och Final] (Léonor, Stradella, Hertigen) "J’ai tout quitte"

Akt III
Scen I
- [Inledning]
- Recitativ (Stradella) "Ô Rome"
- [Air] (Stradella) "A l’heure, où Dieu meme"

Scen II
- Recitativ (Spadoni) "J'y suis enfin"
- Trio (Pietro, Michael, Spadoni) "Voyez mes braves gens"

Scen III
- [Recitativ och] Air (Léonor) "Spadoni, que vois-je"

Scen IV
- Prière du peuple (Léonor, Beppo, Stradella, Pietro, Michael, Peuple [blandad kör]; mot slutet Hertigen) "O Dieu tout puissant"

Scen V
- [Final] (alla) "Allons, allons, enfants de Rome"